# Physocardamum
Physocardamum é um género botânico pertencente à família Brassicaceae.